# Syed Mobeen Ahmed
Syed Mobeen Ahmed é um político paquistanês que é membro da Assembleia Nacional do Paquistão desde agosto de 2018.
Ele foi eleito para a Assembleia Nacional do Paquistão pela região NA-175 (Rahim Yar Khan-I) como candidato do Movimento Paquistanês pela Justiça nas eleições gerais de 2018 no Paquistão.